# Grace Potter
Grace Potter (Waitsfield, Vermont; 20 de junio de 1983) es una cantante, guitarrista y compositora estadounidense, vocalista líder de la banda de rock Grace Potter and the Nocturnals con quienes ha publicado hasta el momento cinco álbumes de estudio de los cuales los dos primeros fueron publicados independientemente, tres álbumes en vivo y nueve sencillos bajo el sello discográfico Hollywood Records. Su mayor éxito con la banda ha sido el sencillo «Paris (Ooh La La)». Además, en su faceta como solista ha colaborado junto al cantante de música country Kenny Chesney en el tema «You and Tequila». Como solista ha publicado un sencillo titulado «Alive Tonight» y un álbum de estudio Midnight.

## Biografía
Grace Potter nació el 20 de junio de 1983 en Waitsfield, Vermont, Estados Unidos. Aprendió a tocar el piano de su madre y cantó en el coro del colegio, más tarde citando influencias que incluyen a Madonna, Michael Jackson y Kurt Cobain. Potter también participó en festivales teatrales regionales, participando en producciones como The Pirates of Penzance y Cabaret. Fue parte del programa de residencia estudiantil del Instituto Gubernamental de Artes antes de asistir a la Universidad St. Lawrence en 2002. 
En 2013 contrajo matrimonio con Matthew Burr mismo integrante de Grace Potter and the Nocturnals.

## Carrera artística

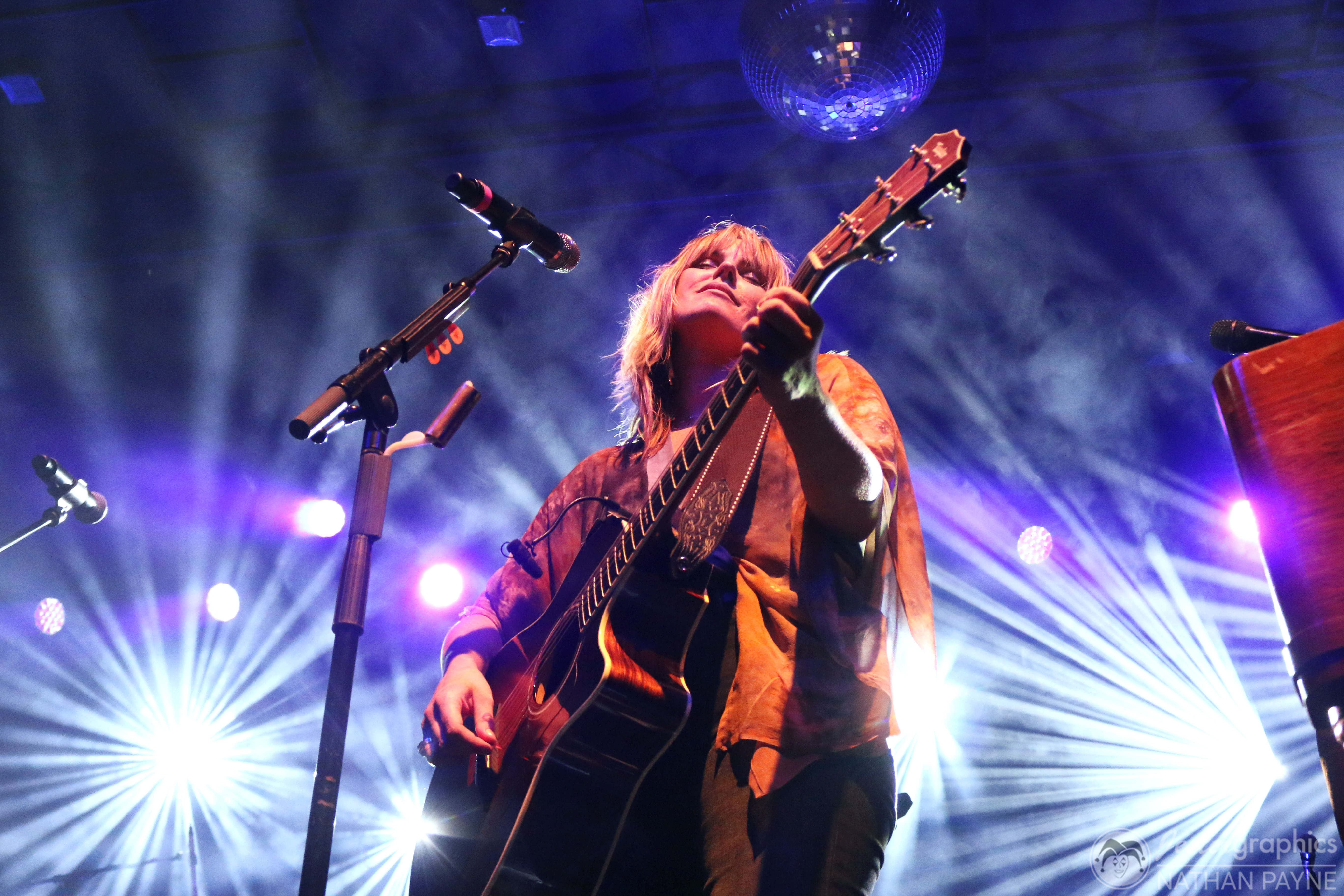
Grace Potter se presenta en el festival de música Grand Point North en Burlington, VT el 15 de septiembre de 2018.

### Solista
El 1 de junio de 2015 publica su primer sencillo en solitario titulado «Alive Tonight» como parte de su álbum debut como solista Midnight el cual será lanzado el 14 de agosto de 2015.

## Discografía
Con The Nocturnals
- 2005:  Nothing But the Water
- 2007: This Is Somewhere
- 2010: Grace Potter and the Nocturnals
- 2012: The Lion the Beast the Beat

En solitario
- 2004: Original Soul*
- 2015: Midnight